# Bang Bros
Bang Bros er et amerikansk pornostudie med hovedkvarter i Miami, Florida som blev grundlagt i 2000. Bang Bros' ejer et netværk bestående af 43 porno-hjemmesider. Ifølge Alexa er bangbros.com den 3.013 mest besøgte side på internettet (September 2018)

## Priser og nomineringer
- XBIZ Award 2011: Studio Affiliate Program of the Year [4]
- XBIZ Award 2012: Amateur Release of the Year[5]
- XBIZ Award 2013: Studio of the Year[6]
- XBIZ Award 2013: Adult Site of the Year[7]